# بخش تریسور
بخش تریسور (به انگلیسی: Thrissur district) یک منطقهٔ مسکونی در هند است که در کرالا واقع شده‌است. بخش تریسور ۳٬۰۳۲ کیلومتر مربع مساحت و ۳٬۲۴۳٬۱۷۰ نفر جمعیت دارد.